# 平有盛
平有盛（1164年（长宽二年）—1185年（寿永四年三月））是日本平安时代后期的武将，出身伊势平氏。平清盛之孙、小松内大臣平重盛第四子，母亲是正室藤原经子。极官为从四位下左近卫少将。异母兄平维盛、平资盛，同母兄平清经，同母弟平师盛、平忠房，异母弟平宗实。据镰仓幕府的官方史书《吾妻镜》和军记物语《平家物语》，有盛在坛之浦之战中与异母兄平资盛、堂兄弟平行盛一起跳海身亡。

## 人物生平
平有盛出生于长宽2年（1164年），是父亲重盛的第四子，母亲经子的第二子。于安元元年（1175年）9岁时叙爵从五位下。安元三年（1177年），有盛的舅舅藤原成亲参与谋划了打倒平家的“鹿谷阴谋”。事件败露后，藤原成亲被平家清算，死于异乡。治承二年（1178年），有盛升叙正五位下，并任侍从。大概在同一时期，兼任出云介。治承三年（1179年），父亲重盛去世。
在源氏与平家的战争打响后，16岁的有盛于治承四年（1180年）参与了平灭美浓源氏起兵的战役。寿永元年（1182年），得任近卫府左近卫少将。然而在翌年的寿永二年（1183年），平家被木曾义仲军逼出了京都，西逃九州。在由后白河法皇主导的临时除目中，平家人的任官、爵位都被解除。
虽然如此，携带安德天皇一起西走的平家依然以安德天皇的名义奖赏跟随自己的人。于是在寿永三年（1184年），有盛升叙从四位下。同年，平家与源义经所率领的源氏军在一之谷对峙，战斗首先在三草山爆发，有盛和兄资盛、弟师盛作为三草山之战的主帅迎战。由于义经采取了夜袭并点燃了民居，疏于防备的平家军队很快溃败。混乱中，有盛和资盛通过海路逃回了平家的据点屋岛。
平家于一之谷之战大败后，已是风雨飘摇。寿永三年（1184年）十二月，源氏方的源范赖军发动了针对平家据点藤户的战争，有盛与主将、堂兄弟平行盛辛苦坚守，但还是败下阵来。
寿永四年（1185年）三月，于坛之浦漂泊的的平家迎来了和源氏军的决战，即坛之浦之战。平家在这场战役中被源氏军打败，势力彻底消亡。有盛在家族走向毁灭之时，选择了与兄资盛、堂兄弟行盛一起沉入西海的波涛之中，享年21岁。

## 落人传说
在奄美大岛上流传着和有盛有关的传说。相传，当年有盛跳海后并没有死去，而是随海漂泊到了奄美大岛上，并在此继续生活下去。如今，奄美群岛上还有一座纪念他的有盛神社，被指定为日本的民俗文化财产。